# زباستیان زیدلر
زباستیان زیدلر (اسپانیایی: Sebastian Siedler‎؛ زادهٔ ۱۸ ژانویهٔ ۱۹۷۸) دوچرخه‌سوار اهل آلمان است.